# World-Inline-Cup 2009
Der World-Inline-Cup 2009 wurde für Frauen und Männer an 13 Stationen ausgetragen. Der Auftakt fand am 15. März 2009 in Cartagena und das Finale am 1. November 2009 in Margarita statt.

## Frauen
| WIC                                                      | Ort             | Sieg                                    | Platz 2                                 | Platz 3                                 |
| -------------------------------------------------------- | --------------- | --------------------------------------- | --------------------------------------- | --------------------------------------- |
| Class 1 15. März                                         | Cartagena       | Elizabeth Arnedo Codecar Bolívar        | Maritza Pescador LMT Valle              | Cecilia Baena Powerslide-Matter         |
| Class 1 26. April                                        | Rennes          | Nicole Begg Bont Wheels                 | Tamara Llorens Bont Wheels              | Nathalie Barbotin Powerslide-Matter     |
| Top-Class (200) 24. Mai                                  | Incheon         | Cecilia Baena Powerslide-Matter         | Jana Gegner Powerslide-Matter           | Na-Na Lee                               |
| Class 1 31. Mai                                          | Pamplona        | Kelly Martinez BONT Wheels              | Giovanna Turchiarelli Powerslide-Matter | Sabine Berg Powerslide Phuzion          |
| Class 1 07. Juni                                         | Ostrava         | Kelly Martinez BONT Wheels              | Kateřina Novotná -                      | Tamara Llorens BONT Wheels              |
| Class 1 14. Juni                                         | Dijon           | Cecilia Baena Powerslide-Matter         | Jana Gegner Powerslide-Matter           | Tamara Llorens BONT Wheels              |
| Top-Class 21. Juni                                       | Zürich          | Cecilia Baena Powerslide-Matter         | Jana Gegner Powerslide-Matter           | Giovanna Turchiarelli Powerslide-Matter |
| Top-Class 27. Juni                                       | Engadin         | Cecilia Baena Powerslide-Matter         | Alexandra Vivas BONT Wheels             | Giovanna Turchiarelli Powerslide-Matter |
| Top-Class 11. Juli                                       | Zug             | Cecilia Baena Powerslide-Matter         | Jana Gegner Powerslide-Matter           | Alexandra Vivas BONT Wheels             |
| World Games in Kaohsiung, 17. bis 19. Juli               |                 |                                         |                                         |                                         |
| Europameisterschaften in Ostende, 29. Juli bis 8. August |                 |                                         |                                         |                                         |
| Top-Class 09. August                                     | Biel            | Giovanna Turchiarelli Powerslide-Matter | Alexandra Vivas BONT Wheels             | Tina Strüver Inline Center Matter       |
| Class 1 30. August                                       | Berlin          | Cecilia Baena Powerslide-Matter         | Sabine Berg Powerslide Phuzion          | Jana Gegner Powerslide-Matter           |
| Weltmeisterschaften in Haining, 16. bis 27. September    |                 |                                         |                                         |                                         |
| Top-Class 19. September                                  | Berlin-Marathon | Cecilia Baena Powerslide-Matter         | Giovanna Turchiarelli Powerslide-Matter | Kelly Martinez BONT Wheels              |
| Top-Class 1. November                                    | Margarita       | Kelly Martinez BONT Wheels              | Cindy Cortes -                          | Alexandra Vivas BONT Wheels             |

| Rang | Name                  | Team                |
| ---- | --------------------- | ------------------- |
| 1    | Cecilia Baena         | Powerslide-Matter   |
| 2    | Giovanna Turchiarelli | Powerslide-Matter   |
| 3    | Jana Gegner           | Powerslide-Matter   |
| 4    | Nathalie Barbotin     | Powerslide-Matter   |
| 5    | Alexandra Vivas       | Bont Wheels         |
| 6    | Laura Ghezzi          | -                   |
| 7    | Kelly Martinez        | Bont Wheels         |
| 8    | Tamara Llorens        | Bont Wheels         |
| 9    | Cinzia Ponzetti       | Alessi              |
| 10   | Tina Strüver          | Inlinecenter Matter |

| Rang | Team                |
| ---- | ------------------- |
| 1    | Powerslide-Matter   |
| 2    | Bont Wheels         |
| 3    | Alessi              |
| 4    | Inlinecenter Matter |
| 5    | Inlinecenter Bont   |
| 6    | IDEEprint-X-Tech    |

## Männer
| WIC                                                      | Ort             | Sieg                           | Platz 2                          | Platz 3                                    |
| -------------------------------------------------------- | --------------- | ------------------------------ | -------------------------------- | ------------------------------------------ |
| Class 1 15. März                                         | Cartagena       | Joey Mantia Luigino Atom       | Massimiliano Presti Luigino Atom | Yann Guyader Powerslide-Matter             |
| Class 1 26. April                                        | Rennes          | Nicolas Iten Rollerblade       | Yann Guyader Powerslide-Matter   | Massimiliano Presti Luigino Atom           |
| Top-Class (200) 24. Mai                                  | Incheon         | Diego Rosero Rollerblade       | Yann Guyader Powerslide-Matter   | Christian Diaz Granados Powerslide Phuzion |
| Class 1 31. Mai                                          | Pamplona        | Diego Rosero Rollerblade       | Yann Guyader Powerslide-Matter   | Stefano Galliazzo Alessi                   |
| Class 1 07. Juni                                         | Ostrava         | Luca Saggiorato Rollerblade    | Andres Muñoz Powerslide-Matter   | Severin Widmer Luigino Swiss               |
| Class 1 14. Juni                                         | Dijon           | Shane Dobbin CadoMotus         | Bart Swings CadoMotus            | Felix Rijhnen Powerslide Phuzion           |
| Top-Class 21. Juni                                       | Zürich          | Yann Guyader Powerslide-Matter | Alfredo Leon Moreno              | Joey Mantia Luigino Atom                   |
| Top-Class 27. Juni                                       | Engadin         | Joey Mantia Luigino Atom       | Massimiliano Presti Luigino Atom | Juan Nayib Tobon ZEPTO Skate               |
| Top-Class 11. Juli                                       | Zug             | Diego Rosero Rollerblade       | Stefano Galliazzo Alessi         | Massimiliano Presti Luigino Atom           |
| World Games in Kaohsiung, 17. bis 19. Juli               |                 |                                |                                  |                                            |
| Europameisterschaften in Ostende, 29. Juli bis 8. August |                 |                                |                                  |                                            |
| Top-Class 09. August                                     | Biel            | Luca Saggiorato Rollerblade    | Diego Rosero Rollerblade         | Juan Nayib Tobon ZEPTO Skate               |
| Class 1 30. August                                       | Berlin          | Martin Thaler IDEEprint-X-tech | Juan Nayib Tobon ZEPTO Skate     | Kwinten Tas Powerslide Phuzion             |
| Weltmeisterschaften in Haining, 16. bis 27. September    |                 |                                |                                  |                                            |
| Top-Class 19. September                                  | Berlin-Marathon | Luca Saggiorato Rollerblade    | Yann Guyader Powerslide-Matter   | Christian Diaz Granados Powerslide Phuzion |
| Top-Class 1. November                                    | Margarita       | Diego Rosero Rollerblade       | Massimiliano Presti Luigino Atom | Joey Mantia Luigino Atom                   |

| Rang | Name                    | Team                            |
| ---- | ----------------------- | ------------------------------- |
| 1    | Diego Rosero            | Rollerblade                     |
| 2    | Yann Guyader            | Powerslide-Matter               |
| 3    | Massimiliano Presti     | Luigino Atom                    |
| 4    | Juan Nayib Tobon        | Zepto Skate                     |
| 5    | Elio Cuncu              | Powerslide-Matter               |
| 6    | Stefano Galliazzo       | Alessi                          |
| 7    | Christian Diaz Granados | Powerslide Phuzion              |
| 8    | Joey Mantia             | Luigino Atom                    |
| 9    | Iñigo Vidondo           | Marianistar-Rollerblade-Euskadi |
| 10   | Luca Saggiorato         | Rollerblade                     |

| Rang | Team                            |
| ---- | ------------------------------- |
| 1    | Rollerblade                     |
| 2    | Powerslide Matter               |
| 3    | Zepto Skate                     |
| 4    | Powerslide Phuzion              |
| 5    | Luigino Atom                    |
| 6    | Alessi                          |
| 7    | Marianistar-Rollerblade-Euskadi |
| 8    | IDEEprint-X-Tech                |
| 9    | Roller Lagos dos Descobrimentos |
| 10   | Bont South America              |